# Bokchito
Bokchito és un poble dels Estats Units a l'estat d'Oklahoma. Segons el cens del 2000 tenia 564 habitants.

## Demografia
Segons el cens del 2000, Bokchito tenia 564 habitants, 248 habitatges, i 150 famílies. La densitat de població era de 544,4 habitants per km².
Dels 248 habitatges en un 27% hi vivien nens de menys de 18 anys, en un 46% hi vivien parelles casades, en un 10,5% dones solteres, i en un 39,5% no eren unitats familiars. En el 36,3% dels habitatges hi vivien persones soles el 19,8% de les quals corresponia a persones de 65 anys o més que vivien soles. El nombre mitjà de persones vivint en cada habitatge era de 2,27 i el nombre mitjà de persones que vivien en cada família era de 2,97.
Per edats la població es repartia de la següent manera: un 23,4% tenia menys de 18 anys, un 10,5% entre 18 i 24, un 22,2% entre 25 i 44, un 25,7% de 45 a 60 i un 18,3% 65 anys o més.
L'edat mediana era de 39 anys. Per cada 100 dones de 18 o més anys hi havia 81,5 homes.
La renda mediana per habitatge era de 21.923 $ i la renda mediana per família de 26.528 $. Els homes tenien una renda mediana de 24.911 $ mentre que les dones 20.000 $. La renda per capita de la població era de 12.579 $. Entorn del 20,8% de les famílies i el 24,6% de la població estaven per davall del llindar de pobresa.

## Poblacions més properes
El següent diagrama mostra les poblacions més properes.